# John Cipollina
John Cipollina (24 de agosto de 1943 – 29 de mayo de 1989) fue un guitarrista estadounidense, popular por haber sido uno de los miembros fundadores y guitarrista líder de la banda Quicksilver Messenger Service. Después de abandonar Quicksilver formó la banda Copperhead, fue miembro de San Francisco All Stars y colaboró con otras bandas y artistas como The Dinosaurs, Man, Papa John Creach y Terry and the Pirates.

## Discografía

### Quicksilver Messenger Service
- Quicksilver Messenger Service
- Happy Trails
- Shady Grove
- Just for Love
- What About Me
- Solid Silver

### Copperhead
- Copperhead

### Dinosaurs
- Dinosaurs

### Man
- Maximum Darkness

### Merrell Fankhauser
- Dr. Fankhauser

### Freelight
- Freelight

### Nick Gravenites
- 1980: Blue Star
- 1982: Monkey Medicine
- 1991: Live At Rodon[2]

### Papa John Creach
- 1972: Papa John Creach: Papa John's Friends

### Terry and the Pirates
- 1979 Too Close For Comfort
- 1980 Doubtful Handshake
- 1981 Wind Dancer
- 1982 Rising of the Moon
- 1987 Acoustic Rangers
- 1990 Silverado Trail

### Zero
- Here Goes Nothin, Go Hear Nothin